# اس‌اس آیووا (۱۹۲۰)
اس‌اس آیووا (۱۹۲۰) (به انگلیسی: SS Iowa (1920)) یک کشتی بود که طول آن ۴۱۰ فوت (۱۲۰ متر) بود. این کشتی در سال ۱۹۲۰ ساخته شد.